# Ouango
Ouango ist eine Kleinstadt in der Präfektur Mbomou im Süden der Zentralafrikanischen Republik. Die Bevölkerungszahl von Ouango wird für das Jahr 2012 mit 6322 Einwohnern angegeben. Ouango ist die Hauptstadt der gleichnamigen Unterpräfektur.

## Lage und Verkehr
Ouango liegt auf einer Höhe von etwa 410 m am rechten Ufer des Mbomou, einem Grenzfluss zur Demokratischen Republik Kongo. Über Nebenstraßen ist die Route Nationale 2 erreichbar, die von der Hauptstadt Bangui im Westen bis nach Bambouti an der Grenze zum Südsudan im äußersten Osten des Landes führt. Bangassou, die Hauptstadt der Präfektur liegt in einer Entfernung von etwa 75 km. Jedoch sind die Straßen generell in schlechtem Zustand, außerdem ist das Reisen über Land aufgrund der Sicherheitssituation oft gefährlich.

## Institutionen
Die katholische Gemeinde „Saint Georges de Ouango“ wurde 1951 gegründet.
Das Krankenhaus von Ouango wird von einer Hilfsorganisation unterstützt.

## Bürgerkrieg
Die Gegend von Ouango lag lange im von der Séléka kontrollierten Gebiet. Im Jahr 2016 war dies nicht mehr der Fall. Mit Stand April 2021 ist die Anti-Balaka die beherrschende Rebellengruppe der Gegend.